# Malá Morava
Malá Morava (niem. Klein Mohrau) – gmina w Czechach, w powiecie Šumperk, w kraju ołomunieckim. Według danych z dnia 1 stycznia 2012 liczyła 554 mieszkańców.
Składa się z dziewięciu części:
- Malá Morava
- Křivá Voda
- Podlesí
- Sklené
- Vlaské
- Vojtíškov
- Vysoká
- Vysoký Potok
- Zlatý Potok